# PSINet
PSINet（ピーエスアイネット）は、かつての世界初のインターネットサービスプロバイダ (ISP) からスーパーキャリア（メガキャリア）に成長を遂げたアメリカ国防総省（ペンタゴン）のナショナルプロジェクトを発端とした世界企業。それまで米軍のネットワークだったインターネットをビジネスツールにするなど、世界初の商用インターネット提供者であり、2001年のドットコムバブル市場の減速と共に売却されるまでの間において、業界の主要な先駆的な事業者であった。2002年にCogent Communicationsに買収され、日本法人は英国のケーブル＆ワイアレスに買収され、その後買収される米スプリントより以前に、ソフトバンクのインターネット事業の中核のグローバルネットワークを構築した。
Genuity（BBN, 現在はLevel3）・UUNET（現在はVerizon）と並ぶ、かつての三大老舗Tier1 ISPの1つだった。

## 歴史

### 成長
PSINetは1989年に Martin L. Schoffstall と William L. Schrader が創業した。元々、ペンタゴンのインターネット開設に従事していたBill Schraderの指揮下で1991年5月に初期の地域インターネットを立ち上げていたNYSERNetを買収し、これによりPSINetは世界初のインターネットへの商業アクセス提供プロバイダとなった。ペンタゴンの”Pentagon Strategic Internet Networks”が始めて、一般のビジネスの世界にインターネットを普及させることへの先駆者となった。特に日本法人は数年で100億超の利益に達し、法人向けインターネット事業の先端企業となっていたが、米国本社の.comバブル崩壊による停滞と共に、英国老舗通信会社の日本法人、ケーブル・アンド・ワイヤレスIDCに経営統合された。
会社はインターネットの成長ポテンシャルと共に成長し、初期の成功を収めた。1991年にはPSINetはAlter.Netと共に商用インターネットエクスチェンジを立ち上げ、ISP間のトラフィック仲介に参入した。1995年の収入は 3290万ドルを記録した。
1996年、PSINetは個人向けダイアルアップネットワーク市場での競争激化に伴い、America OnLine(AOL)らが個人向けで買収を繰り返してTV局であるタイムワーナーさえも後に買収していく中で、AOLらとは一線を画し、主に法人向けに重点を起き、事業を商業ビジネス向けインターネット事業にシフトした。6月には配下のリテールISPの会員をMindSpringに売却、またヨーロッパ市場への参入をいち早く、行った。共同創業者のSchoffstallはこの年に会社を去っている。この時期、ISP業界でのリーダー格であったPSINetは、業界紙にその業績と評判をたびたび取り上げられていた。
1997年、会社は10億ドルの増資を行い、1998年1月から2000年12月の間に実に、76もの事業を買収した。地域ISPは頻繁に買収され、CEOのShraderが米議会で証言した内容によると、PSINetは1999年までの間、米国最大の（日本ではNTTに次いで2位の）独立した設備を持ったISPであり、Tier2、Tier3には多くのISPを接続させ、文字通り、Performance Systems International、グローバルなインターネットワーク・カンパニーとして、初めて自社のみで世界中に500を超えるアクセスポイントを持った企業となっていった。IIJなどがほぼ日本国内のみであったのに対して、独自で５００を越える拠点で法人向けの専用線ネットワークをワンストップで提供するなどが特にグローバル企業には評価された。
ブランド認知度を高めるため、PSINetは1999年に1億ドルでNFLのボルティモア・レイブンスのネーミングライツを獲得（現在はM&T Bank Stadium、ナショナルフットボールリーグのボルティモア・レイブンスの本拠地）。このようなマーケティングを行った後に、ボルティモア・レイブンスが2001年1月にスーパーボウルで勝利した。だが、PSINetはスタジアムに設置した大型のネオンサインから利益を得たことは無い。
PSINetの最大規模の買収として、2000年5月にヒューストンに本社を持つMetamor Worldwideを13億ドルを超える金額で買収した。その会社はコンサルティングサービスのコングロマリット企業であり、この買収によりITアウトソース部門での "single-source provider" を目指したものであった。以降、統合コンサルティングサービス事業とスーパーキャリアへの道を歩みはじめた。PSINetはさらなる需要の拡大を予想して光ファイバネットワークへの重点的投資を行い、また2000年初めには、サービスとオペレーションの拡大のため14億円の投資を計画していたなど、グローバル・ファイバー設備とオペレーション部門のコストがかさんだ。
日本法人は当初役員をつとめた伊藤穣一のデジタル・ガレージ、エキサイト等と同じく”BitValley”として渋谷区富ヶ谷、米国大使館や国際インターネット企業の日本法人が多く在籍し、日本法人成長時のHQとしてコアメンバーが売上を伸ばし、業績を残して日本での確固たる足固めをした赤坂、日本のEC・カード決済の都市実験の先駆となった大崎ゲートシティへと拠点を移転したが、早期に100億円超の収益をあげるなど、世界でみても優良拠点であったため、後に英ケーブル・アンド・ワイヤレスも買収に踏み切ったと見られる。

### PSINetの世界初
世界初の商用インターネットワーク会社として、初めて100以上の拠点でのワールドワイド接続を単一で実現するなど、
常に業界の先駆者、リーダー的な役割を果たし、インターネットを全世界の人類規模のコミュニケーションツールの地位まで
向上させることに大きく貢献した。
Internet foundation
- Built first civilian backbone (NSFNET)
- Founded first regional network (NYSERNET)
- Co-founder of FARNET
- First in Japan with dedicated ISP facilities
- First foreign telecom company to operate in Korea

Industry milestones
- First ISP to surpass 100 POPs
- First ISP to surpass 200 POPs
- Largest international web-hosting provider
- First ISP to surpass 300 international POPs

Internet technology
- Founders co-authored Simple Network Management Protocol (SNMP)
- First ISP to offer large-scale white pages service (x.500)
- First to collocate with interexchange carrier POPs
- First to use T1 in network
- First to use ATM/frame relay architecture
- First to use ISDN
- First to use cable TV systems
- First ISP to design and use automatic online registration
- First to offer three-continent WWW mirroring
- First to use SMDS - Metropolitan Area Network (MAN) nationwide
- First ISP to be ISDN-compatible system-wide
- First ISP to fully integrate Windows 95
- First 100% uptime guarantee for Web hosting services
- First Tier 1 backbone ISP to offer free peering

Internet products
- First to provide commercial Internet access to companies
- First nationwide ISP to introduce T1 service
- First LAN-based dial-up TCP/IP service
- First individual dial-up TCP/IP service
- First to offer guaranteed commercial quality of service
- First to offer commercial-strength PPP individual service (PSINet Remote Access)
- First ISP to offer an on-line service (Pipeline)
- First managed Internet security service (SecureConnect)
- First commercial ISP to offer electronic commerce services (PSINet eCommerce)
- First ISP to offer private IP network service (PSI IntraNet)
- First ISP to offer worldwide Internet-based faxed service (PSINet Fax)
- First ISP to offer secure multi-currency e-commerce solution (PSINet Worldpay)
- First commercially available hosted multimedia streaming service (PSINet Stream)
- First commercially available live audio-video streaming service (TV on the Web)

Internet commercialization
- Co-founder of Commercial Internet Exchange (CIX)
- Co-founder of Internet Society (ISOC)
- Co-founder of the Internet Operators Group (IOPS.ORG)
- First to become commercial (for-profit) ISP
- First ISP/on-line provider to offer flat-rate pricing
- First ISP to report customer retention rates
- First independent facilities-based ISP

### 停滞
PSINetはその急成長と、商用ネットワーク市場での統合コンサルティングサービスでの重要なポジションにあり、ドットコムバブルの最中、その売り上げの成長速度と積極的展開、将来性のため、アナリストには人気銘柄であった。しかし2000年を過ぎた時期から、苦難が始まり、中間期には9億9500万ドルの収益を上げていたにもかかわらず、将来設備への先行投資などで損失を計上した。（ライバルのMCIは設備投資費の会計処理で課題があるなど各社が急な市場の減速と将来設備問題で苦戦した。）
一部のアナリストにより、PSINetは世界的会社としての転換期であり、会社は初期の買収で得た大きなファイバー展開への投資と戦っている状態で、一般のコンピュータサービス業の市場の減速に直面しているが、しかしながらPSINetは、1999年後半にはオペレーション部の売却を検討していたと主張した。売上部門でないオペレーション部門が過大な人員や、古い設備から新設備への投資増になっていったことがトータルコスト増と停滞の原因であり、早期に売却や、本業からの部門切り離しを行うべきだった。接続設備の会社から統合ITサービスのコンサルティング会社に転換できるか、が次の収益のキーポイントだったが、ファイバーや海底ケーブル、衛星ネットワークなど投資のかさむ事業を遂行することが単独ではコスト増となり、世界の大手航空会社も投資の赤字で苦戦していたが、PSINetと同様にインターネットワーキングの普及の2大先駆者とされるMCIもこの問題で会計処理問題をおこすなど苦戦したが、航空会社が後に主要各社で世界の設備の共有などをアライアンスで行ったような新設備を自前だけで持つことからの転換をコンペとはいえ、主要ISPで考慮すべきだったかも知れない。
一部の部門は独立した会社に売却され、カナダの会社はInter.Net（現在はUniserveの一部）へ、また別の部分のShellTownはSaugus.netへ売却された。
幹部職員たちは、揃って2001年の初めに会社を去り、カナダの子会社4社もカナダのCompanies' Creditors Arrangement Actを申請した。
PSINetの資産は多くは海外では、2002年4月に Cogent Communications に売却され、日本法人は英国の老舗、ケーブル&ワイアレスに買収された。PSINet Canada は TELUS Communications に買収された。同じく雌雄を決したMCIの「インターネットの父」とも言われるヴィントン・サーフ（アメリカ国家技術賞など受賞）とともにFounderのビル・シュレーダーら創立メンバーは賞賛される筈だったが、将来設備の単独でのオペレーションズのコスト増などを起点として、何処かで歯車が狂ってしまったため、不採算部門をアウトソースや、ファイバー・海底ケーブルを大手各社で持ち寄るべきだった。急成長をしていた日本法人は、英国ケーブル&ワイアレスが買収に踏み切ったように、IBMもインターネットワーク事業を売却したりブリティッシュテレコムらも日本でのビジネスをうまく拡大していなかっただけに、海外大手通信会社がさほどうまく日本で成長していなかった中では驚くべき成長をみせていた極めて優良な拠点だっただけに、米国本社でのドットコムバブル崩壊後の市場の急な減速と苦戦を悔やむ声も多い。もう少しバブルが続き、海底ケーブルを自前でなく持ち寄るなど将来設備を大手通信社でシェアリングしていき不採算部門であるオペレーション部門をアウトソースや最適化するなどの改善が早期にみられれば、将来のインターネットの普及に全く異なる、新たな展開がみられたのかも知れない。

## 日本でのPSINet Japan
- 1995年 - 伊藤穣一が取締役に就任。三菱商事が出資し、インターネット接続事業開始。
国防省のプロジェクトから始まったインターネット事業の本家の日本登場に、大手要人、機関投資家には人気と期待を集めた

（マッキンゼーのコンサルタント、ボワベールがPSIジャパン設立に従事する筈だったが、日本市場調査にいった彼が”ビジネスチャンス”と見たため、”グローバル・オンライン”をSony出身で、ハーバードビジネススクール出身の斎藤氏と創業する行動をとったため、日本法人の設立は遅れ、黎明期の初期の日本のISPとしての登場時期が少しずれた）。
- 1998年8月 - 個人向けリムネットを買収。リムネット、GOL、ベッコアメ・・・等が日本で初期に活躍をみせたが、リムネット買収に踏み切った。
- 1998年10月 - 法人・個人向け東京インターネットをセコムより買収。IIJと並び、法人向けで独立系では上位だった東京ネットを買収した。
- 2001年1月 - TWICSを買収。海外から日本に来る人たちのインターネット接続や各種研修や総合サービスを実施していたトゥイックスを買収した。
- 2001年12月 - PSINet Inc.は、日本法人ピーエスアイネット株式会社をケーブル・アンド・ワイヤレスIDC株式会社（現ソフトバンクIDC）に売却。その後ソフトバンクはSBBを立ち上げインターネット接続を開始し、携帯電話にも参入。アップルの代理店としても急激な成長をとげ、アップル復活の主力となったiPhone、iPadなどのインターネット情報端末事業を展開。
- 2013年7月 - 米通信大手スプリントの買収を完了し、そのペンタゴンのネットワークから培われた資産は継承された。